# Marcantonio Colonna (1523–1597)
Marco Antonio Colonna (ur. w 1523 w Rzymie, zm. 13 marca 1597 w Zagarolo) – włoski kardynał.

## Życiorys
Pochodził ze znanej rodziny Colonna; był synem Camilla i Vittorii Colonnów. Studiował teologię i filozofię pod okiem m.in. Felice Perettiego. Przez szesnaście lat (1559-1585) był opatem w Subiaco. 9 lipca 1560 został arcybiskupem Tarentu. Pięć lat później, 12 marca 1565 został kreowany kardynałem i otrzymał kościół tytularny Ss. XII Apostoli. 13 października 1568 został przeniesiony na stolicę arcybiskupią w Salerno, z której zrezygnował 25 czerwca 1574. Od 9 stycznia 1579 do 8 stycznia 1580 był kamerlingiem Kolegium Kardynałów. W późniejszych latach był m.in. legatem papieskim w Marchii Ankońskiej i Kampanii, a także protoprezbiterem. 11 maja 1587 został biskupem Palestriny i pełnił tę rolę do śmierci.
Prowadził świecki tryb życia i był ojcem kilkorga nieślubnych dzieci. Fakt ten znacznie osłabił jego szansę na wybór na papieża po śmierci Sykstusa V w 1590.